# Національний парк Дева Ватала
Національний парк Дева-Ватала — охоронна територія в районі Бхімбер, Азад Кашмір, Пакистан. Він розташований недалеко від кордону з Індією та межує з районом Гуджрат. Парк є однією з небагатьох охоронюваних територій в Азад Кашмірі, розташованих у терновому лісі. Тут існує найрізноманітніша дика природа, включно з єдиною популяцією курки банківської в Пакистані.

## Історія
Цей національний парк був заснований у 1998 році та займає площу 7000 гектарів, що становить приблизно 29 км2. Вона була частиною Індії до 1971 року.

## Географія
Парк є важливою точкою біорізноманіття та має багато озер, які приваблюють водоплавних птахів. Це горбиста місцевість із максимальною висотою 1101 м над рівнем моря. Це частина Нижнього Гімалайського хребта, і в основному вкрита тропічним колючим лісом.

## Флора
Ліс складається переважно з тропічних шипів, покритих акаціями та багатьма вічнозеленими деревами з різноманітним чагарником. Клімат переважно напівзасушливий.

## Тваринний світ
Національний парк Дева Ватала є домівкою для багатьох ссавців, птахів і рептилій.
Серед ссавців парку:
- Індійський леопард, «Ppfusca»
- Шакал звичайний, C. a. індика
- Індійський сірий мангуст, H. e. edwardsii
- Мала індійська циветта, V. indica
- Капський заєць, L. c. isabellinus
- Свиня дика, С. с. скрофа
- Нільгау, B. tragocamelus
- Свинячий олень, A. porcinus
- Індійський їжатець, H. i. blandfordi

Значні птахи:
- Павич звичайний, P. cristatus
- Курка банківська, G. gallus[1]
- Турач туркменський, F. francolinus
- Турач сірий, F. pondicerianus
- Крижень, A. platyrhynchos
- Широконіска північна, S. clypeata
- Лиска звичайна, F. atra

Рептилії:
- Пітон тигровий, P. molurus
- Королівська кобра, О. Ханна
- Бенгальський варан, V. bengalensis